# McKinsey & Company
McKinsey & Company is een van oorsprong Amerikaans organisatieadviesbureau, dat zich richt op de strategische vraagstukken van organisaties. Wereldwijd heeft McKinsey circa 7.500 consultants, verspreid over 90 vestigingen in 51 landen.
McKinsey geldt als een populaire werkgever onder MBA afgestudeerden in de Verenigde Staten en geniet prestige door haar klantenkring van grote bedrijven.

## Geschiedenis
McKinsey & Company werd in 1926 in Chicago opgericht door James McKinsey (4 juni 1889 – 30 november 1937), hoogleraar accounting aan de University of Chicago. Destijds golden de "management ingenieurs" als experts op het gebied van efficiency, maar McKinsey verstrekte advies over de strategie van bedrijven.
In 1935 werd Marshall Field’s een cliënt van het bedrijf. Marshall haalde McKinsey over om CEO bij hen te worden. In 1937 overleed hij onverwacht in Chicago. Marvin Bower, die sinds 1933 deel uitmaakte van het bedrijf, volgde hem op. Tegen de tijd dat Bower het bedrijf verliet kon het zich verheugen op een prominente positie in het advieswezen. Bower heeft veel principes vastgelegd die heden ten dage nog van toepassing zijn. Bij de dood van oprichter McKinsey in 1937 werd de vestiging in Chicago en New York opgesplitst. Die in Chicago ging verder onder de leiding van een andere partner van het eerste uur, Andrew Thomas Kearney. Deze startte vanuit het kantoor in Chicago het huidige A.T. Kearney. In 1939 heeft Bower met behulp van de partners uit New York het bedrijf heropgericht en noemde het McKinsey & Company.

## Organisatie
Formeel is McKinsey georganiseerd als een corporatie, maar het functioneert in alle belangrijke opzichten als een partnerschap. Het bedrijf liet in 2001 het aanhangsel “Inc.” uit zijn naam verwijderen. Sindsdien heet het officieel McKinsey & Company of McKinsey & Co. De Algemeen Directeur (managing director) wordt door de senior aandeelhouders (shareholders, ook wel directors genoemd) van het bedrijf gekozen voor een termijn van drie jaar. Hij kan maximaal drie termijnen van drie jaar het bedrijf leiden. Het beleid wordt uitgezet door verschillende commissies die cruciale beslissingen nemen. McKinsey opereert onder het motto van ‘up or out’ (omhoog of eruit), wat betekent dat de consultants zich in nieuwe consultingvaardigheden moeten bekwamen binnen een zekere tijdspanne, bijvoorbeeld door cursussen te volgen of het behalen van een MBA, anders wordt hen gevraagd het bedrijf te verlaten.

### Cijfers
Wereldwijd heeft McKinsey circa 7.500 consultants in dienst, verspreid over 90 vestigingen in 51 landen. Naast de consultants zijn er wereldwijd circa 5.400 generale en specifieke onderzoekers die de consultants ondersteunen in hun voorbereiding en beantwoording. Het cliëntenbestand van McKinsey beslaat drie van de vijf ’s werelds grootste bedrijven, twee derde van de Fortune 1000, overheden en andere non-profit instituties. McKinsey’s cliënten representeren 70% van de Fortune magazines meest begeerde lijst, meer dan 90 van de 100 's werelds leidende concerns en overheden in meer dan 35 landen. De omzet van het bedrijf wordt in 2007 door Forbes geschat op 4,37 miljard US dollar.

### McKinsey in Nederland
Het Nederlandse kantoor bestaat sinds 1964 en is gehuisvest aan de Amstel in Amsterdam. Het heeft ongeveer 170 consultants in dienst. Bekende managing directors van de Nederlandse vestiging zijn onder anderen Mickey Huibregtsen, Pieter Winsemius, Robert Reibestein en Wiebe Draijer. Diverse voormalig firmanten van het bedrijf hebben later gezaghebbende functies bekleed bij de overheid, zoals ministersposten.

## Modellen
Een bekend model van McKinsey is het 7S-model dat zeven dimensies/aspecten onderscheidt om organisaties op te beoordelen: strategy, structure, systems, shared values, style, skills and staff (strategie, structuur, systemen, gedeelde waarden, vaardigheden, stijl en leiding).